# Phyllophaga dsaimana
Phyllophaga dsaimana är en skalbaggsart som beskrevs av Moron 2003. Phyllophaga dsaimana ingår i släktet Phyllophaga och familjen Melolonthidae. Inga underarter finns listade i Catalogue of Life.